# NGC 7524
إن جي سي 7524 التي يرمز لها بالرمز NGC 7524، هي مجرة، في كوكبة الحوت.

## الاكتشاف
اكتشفت في 18 نوفمبر 1864، بواسطة ألبرت مارث.